# آمورانس
کیتلین سیراگوسا (به انگلیسی: Kaitlyn Siragusa) که بیشتر با نام آمورانس شناخته می‌شود، یک استریمر، سلبریتی اینترنتی و سازنده محتوای بزرگسالان است. همچنین او به دلیل پخش زنده ای‌اس‌ام‌آر توییچ شناخته شده‌است.

## حرفه
در سال ۲۰۱۰، سیراگوسا درس طراحی مد و طراحی لباس تئاتر را در کالج گرفت و توسط استادش به عنوان طراح لباس به اپرای بزرگ هیوستون و باله هیوستون پیشنهاد شد. در سال ۲۰۱۵، او شرکت شخصی خود را برای سرگرمی کودکان راه اندازی کرد. از زمان شروع کار شرکتش، برنامه او چندین بار در ایستگاه‌های خبری محلی نمایش داده شد و دو بار در سریال شبکه تی‌ال‌سی، The Little Couple ظاهر شد.
در سال ۲۰۱۶، توییچ با سیراگوسا تماس گرفت و از او خواستند به پلتفرم آنها بپیوندد و در طراحی لباس‌های تبلیغاتی شرکت کند. او به سرعت طرفداران زیادی پیدا کرد و در نهایت محتوای خود را به رقص، ای‌اس‌ام‌آر و استریم جکوزی هدایت کرد.
تا ژوئیه ۲۰۲۲، گزارش شد که او ۳۳ میلیون دلار از طریق اونلی‌فنز به دست آورده است. همچنین او گفته است، با اجازه دادن به مردم برای تماشای خوابیدنش به صورت زنده در پلتفرم‌های توییچ و اونلی‌فنز، تقریباً۴۰۰ هزار دلار در ماه درآمد کسب می‌کند.
در ۸ اکتبر ۲۰۲۱، سیراگوسا برای پنجمین بار از توییچ و همچنین اینستاگرام و تیک‌تاک، به دلیل رعایت نکردن قوانین و پخش محتوای غیراخلاقی، به مدت چند روز محروم شد.
در نوامبر ۲۰۲۱، سیراگوسا در توییتر خود اعلام کرد که یک پمپ گاز خریده‌است که آن را اجاره می‌دهد. در ژانویه ۲۰۲۲، او اعلام کرد که یک شرکت اسباب‌بازی استخر بادی نیز خریداری کرده‌است.
در اکتبر ۲۰۲۳، او فاش کرد که یک شرکت آبجو لهستانی با او تماس گرفته تا از لاکتوباسیلوس واژن او برای ایجاد طعمی جدید در محصولاتشان استفاده کنند. فروش باد شکم و آبی که او با آن حمام می‌کند نیز از دیگر سرمایه‌گذاری‌های شوک برانگیز او تاکنون بوده‌است.

## زندگی شخصی
سیراگوزا در ۲ دسامبر ۱۹۹۳ در هیوستون، تگزاس به دنیا آمد. او تک فرزندی بود که بزرگ شد و ارتباط قوی با حیوانات پیدا کرد. در کودکی، سیراگوسا بازی‌های ویدیویی زیادی انجام می‌داد و انیمه تماشا می‌کرد، که بعداً الهام بخش او برای شروع طراحی لباس و بازی مشترک شد. خاله‌اش خیاطی را به او آموزش داد، اولین لباس خود را برای یک همایش محلی هیوستون ساخت و اولین مسابقه‌اش را به‌عنوان پرنسس زلدا برنده شد.
او در چندین مصاحبه گفته‌است که دلیلش برای تولید محتوا کسب درآمد کافی است تا بتواند پناهگاه حیوانات خود را راه اندازی کند و سگ‌های ناخواسته و بدرفتاری و اسب‌های مسابقه سابق را نجات دهد.

## جوایز و نامزدها
| سال  | مراسم         | دسته بندی           | نتیجه | Ref.   |
| ---- | ------------- | ------------------- | ----- | ------ |
| ۲۰۲۲ | جوایز استریمر | بهترین استریمر ASMR | برنده | [ ۲۱ ] |